# Krakatauia hutuna
Krakatauia hutuna är en tvåvingeart som beskrevs av Daniel J. Bickel 2008. Krakatauia hutuna ingår i släktet Krakatauia och familjen styltflugor. Inga underarter finns listade i Catalogue of Life.